# Atlantagrotis aethes
Atlantagrotis aethes är en fjärilsart som beskrevs av Paul Mabille 1885. Atlantagrotis aethes ingår i släktet Atlantagrotis och familjen nattflyn. Inga underarter finns listade i Catalogue of Life.